# Tarrano
Tarrano é uma comuna francesa na região administrativa de Córsega, no departamento da Alta Córsega. Estende-se por uma área de 3,83 km². 